# Третья Чаншайская операция
Третья Чаншайская операция (кит. 第三次长沙会战) — третья попытка японцев захватить город Чанша в провинции Хунань во время японо-китайской войны (1937—1945). Первое крупное японское наступление в Китае после Пёрл-Харбора, завершившееся 15 января 1942 года отходом частей 11-й армии на исходные позиции. Первая победа союзников над японцами после 7 декабря 1941 года

Японская оккупация территории Китая к концу 1940 г.

.

## Военно-стратегическая ситуация
В октябре 1941 года к власти в Японии пришел кабинет Хидеки Тодзио, что еще больше расширило масштабы войны. 7 декабря 1941 года Япония напала на США. В том же месяце японская армия начала наступление на Гонконг. Японское командование приказало Анами Корэтике, командующему 11-й армией в Центральном Китае, начать наступление для поддержки операции в Гонконге. Анами Корэтика полагал, что после начала войны против США 4-я и 74-я китайские армии были переброшены на юг и поэтому силы обороны Чанши слабы, и новое наступление закончится успехом.

### 11-я армия Японии
3-я дивизия
6-я дивизия
40-я дивизия
9-я отдельная смешанная бригада
14-я отдельная бригада
поддержка ВМФ и ВВС. 
В общей сложности около 120 000 человек.

### 9-й военный район НРА Китая
4-й корпус
10-й корпус
20-й корпус
26-й корпус
37-й корпус
58-й корпус
73-й корпус
74-й корпус
78-й корпус
99-й корпус
артиллерийская бригада
В общей сложности около 300 000 человек.

## Ход операции

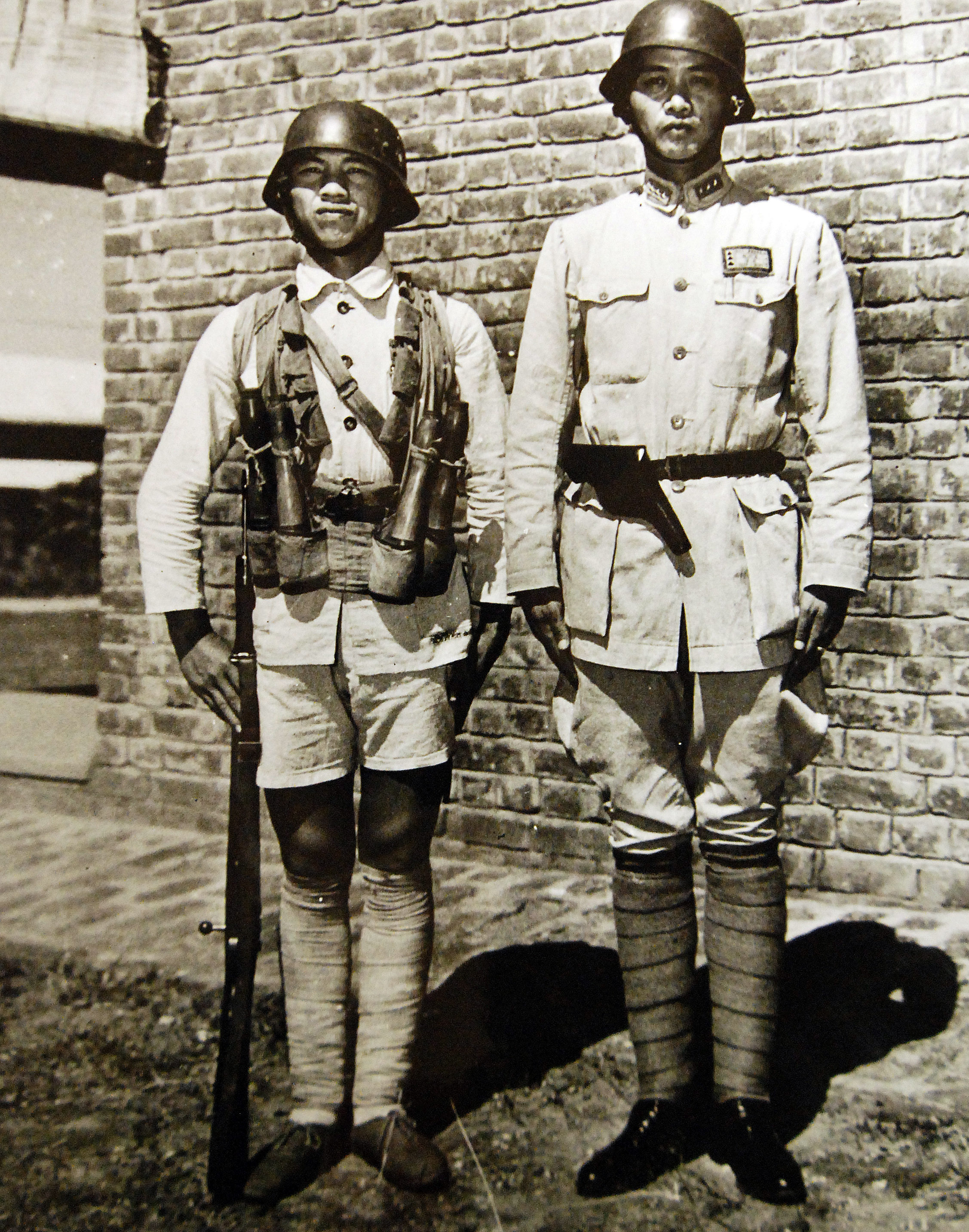
Солдаты НРА Китая

### Прорыв на Синьцяне и Мило
24 декабря после ночного артобстрела 6-я и 40-я японские дивизии начали переправляться через реку Синьцяньхэ. Внезапное понижение температуры задержало строительство мостов и саму переправу. Обе дивизии встретили сильное сопротивление китайцев, но повторными ночными атаками смогли прорвать их позиции. Рано утром 25 декабря 3-я дивизия и отряд Савва двинулись в наступление и начала переправу в полдень, также встретив на противоположном берегу упорное сопротивление китайских войск, обстреливавших наступающих из дотов. Части 3-й дивизии при поддержке артиллерии ликвидировали это сопротивление и к ночи 26-го форсировали реку. 20-я и 58-я армии НРА, потеряв более половины личного состава, отступили. Линия обороны на реке Синьцяньхэ была прорвана, и японская армия стала продвигаться на юг к линии китайской обороны на реке Милоцзян. 
37-я, 99-я и 58-я армии НРА, отошедшие от Синьцяньхэ, заняли  оборону на Милоцзяне, в то время как 20-я армия находилась в резерве к северу от реки Хэпинцзян. 26 декабря 6-я дивизия, наступавшая первой, начала подготовку к форсированию Милоцзяна. 27-го числа 3-я дивизия также продвинулась к Милоцзяну.
28 декабря японские войска, поддержанные мощным артиллерийским огнём и авиацией, сосредоточив направление главного удара на Чанлэ, прорвала позиции китайской армии. 20-я, 37-я и 58-я армия отступили на восток, в гористую местность между районом Гаоцяо и реками Милоцзян и Лаодао. 
29 декабря японская 40-я дивизия также завершила форсирование Милоцзяна, однако вечером 30 декабря её тылы подверглись нападению китайцев, при этом погиб командир полка. 
Продвижение на Чаншу японских дивизий шло тяжело, так как из-за дождя и снега дороги стали непроходимыми. Приходилось оставлять застрявшие в грязи танки, автомобили и тяжелую артиллерию и передвигаться налегке. Тем не менее после недели ожесточенных боев японские войска подошли к Чанше. 99-я и 37-я армии по-прежнему отходили и оказывали сопротивление по рубежам. К 31 декабря японцы подошли к линии мост на Саньцзе, Фулиньпу и Цзиньцзян.

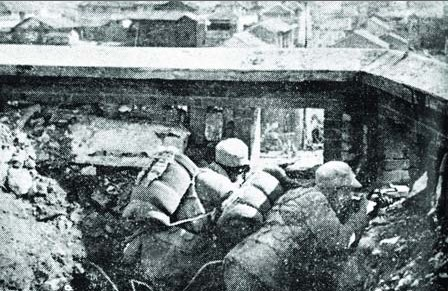
Позиции НРА в Чанше

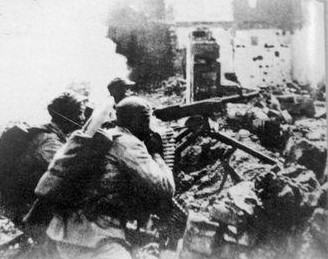
Уличные бои в Чанше

### Бои за Чаншу
Чанша была полностью эвакуирована. В городе остались только китайская армия и около 160 мирных жителей, желающих помочь защитникам. Чаншу защищала 10-я армия Ли Юйтана. Оборона, опираясь на реку Сянцзян, была усилена в пригородах бункерами. В самом городе почти все основные улицы были перекрыты проволочными заграждениями, а более крупные здания оборудованы огневыми точками. Чтобы помешать японской армии перейти через Сянцзян, у реки были установлены мины. На высотах у города были размещены артиллерийские позиции, чтобы поддержать обороняющихся в городе.
30 декабря Чан Кайши приказал командующему 9-м военным районом генералу Сюэ Юэ: «Наши корпуса второй линии должны располагаться в районах, удаленных от поле боя, находиться вне города на удобных позициях и, когда атака противника будет сорвана, использовать возможность для контратаки всеми силами».
31 декабря 3-я, 6-я и 40-я дивизии японской армии подошли к Чанше и атаковали юго-восточные оборонительные позиции, но безуспешно. 
1 января года японские атаки стали более ожесточенными. Под прикрытием авиации и артиллерии японцы предприняли несколько яростных атак на позиции обороняющихся на южной и восточной сторонах города, в то время как север находился под сильным артиллерийским обстрелом. Около 10 часов утра японцам удалось прорвать первую линию обороны. Затем японская армия выдвинулась на позиции второй линии, расположенные недалеко от центра города, которые защищал 28-й полк, оказавший упорное сопротивление.
2 января японская армия продолжила атаки. Наиболее интенсивными были бои за ремонтную станцию. 28-й полк занял позицию у горы Дунгуа. Во второй половине дня 29-й полк перешел в контратаку и отбил ранее оставленную позицию. 30-й полк, расположенный на третьей линии обороны, поддержал контратаку. В этот же день в районе Байшалина китайцы потрепали первую бригаду Катосу 3-й японской дивизии. Примерно в это же время китайские подразделения подошли с гор обратно к городу, нарушив линии снабжения. Японская армия стала испытывать нехватку боеприпасов и продовольствия.
3 января бои приобрели ожесточенный характер. Под прикрытием артиллерии две японские дивизии снова пошли штурм. Они последовательно захватили храм Кайфу и Чэньцзяшань. Сапёрный батальон 3-й дивизии дошёл до центра города, но был там заблокирован. Бои длились до 16:00. Фан Сяньцзюэ, командир китайской 10-й дивизии, приказал поджечь дома на всех длинных улицах, чтобы расчистить сектора артобстрела. Китайская артиллерия с горы Юэлу стала наносить артиллерийские удары по японской армии в городе.
4 января японская армия пошла в очередной штурм. Бои развернулись за Национальный выставочный зал товаров и больницу Сянъя. Китайская артиллерия продолжала обстреливать японцев. За нескольких дней ожесточенных боев 10-я армия потеряла почти треть своего личного состава. Сюэ Юэ стал подводить войска для окружения японской армии в городе, и ночью китайская армия вышла к японским позициям с тыла. В свою очередь, генерал Корэтика продолжал настаивать на взятии Чанши. Японские газеты написали, что «японская армию заняла Чаншу». 
5 января генерал-майор Юки Киносита, начальник штаба 11-й армии, и другие генералы призвали Анами Корэтику немедленно отдать приказ об отступлении. Корэтика вынужден был согласиться и приказал войскам отходить на север. Японский план по захвату Чанши провалился.

### Отступление японской армии

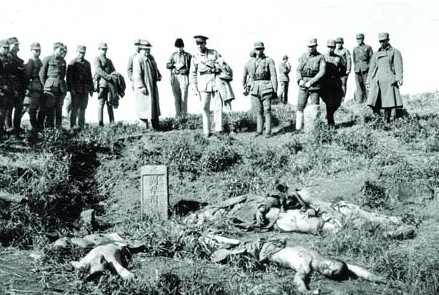
Трупы японских солдат

Отступление проходило со «значительными трудностями». Японским войскам пришлось не только отбивать постоянные атаки крупных сил противника, но они также были вынуждены сопровождать большое количество раненых и тыловых подразделений. Только почти полное превосходство японцев в воздухе предотвратило полное уничтожение. Для прикрытия отхода основных войск была назначена 9-я смешанная бригада. Японские подразделения часто старались прорываться ночью, чтобы не быть замеченными китайцами, которые, как правило убивали их солдат. Однако из-за незнания местности часто попадали в засады.
Для преследования отступающего противника китайское командование перебросило на театр военных действий 4-ю, 74-ю, 73-ю армии. 26-я и 73-я армии стали преследовать вдоль реки Люянхэ; 4-я армия преследовала на север от Чжучжоу; 58-я и 20-я армии атаковали с севера на юг от реки Милоцзян. 37-я армия перехватывала отступающего противника с востока на запад; 99-я армия — с запада на восток к северу от Шицзыпу и к югу от Синьши.
Погода испортилась, и первое время японская авиация не могла оказывать поддержку отступающим. 6-я дивизия успешно прорвалась через реку Лаодао, но в связи с изменением приказа командующего армией попала в окружение семи дивизий НРА. 
8 января 20-я и 58-я китайские армии, первоначально укрывавшиеся в горах Инчжу и Гухуа, атаковали подразделение 9-й смешанной бригады и уничтожили его. На следующий день основные силы 133-й дивизии 20-й армии отражали атаки прорывающихся японцев, но были разбиты, как и 10-я дивизия 58-й армии. Японцы прорвали окружение.
3-й дивизия была атакована частями 4-й, 26-й и 78-й армий, командир дивизии получил ранения. 40-я дивизия была атакована 37-й и 78-й армиями и понесла тяжелые потери, многие офицеры были убиты. 
14 января японская армия переправилась через реку Милоцзян и двинулась к реке Синьцяньхэ. С 14 по 16 января 20-я, 37-я, 58-я, 73-я, 78-я армии преследовали японцев в районе между реками Синьцяньхэ и  Милоцзян. Некоторые подразделения НРА даже переправились через Синьцяньхэ. 
Несмотря на превосходство в силах, китайским войскам так и не удалось полностью окружить и уничтожить японские части. Хотя японская армия несла тяжелые потери, система командования все еще работала эффективно, а боевой дух солдат оставался высоким, несмотря на чрезвычайно тяжелое положение. 15 января погода на ТВД улучшилась, и Анами Корэтика немедленно послал 18 самолетов для бомбардировки противника на малых высотах. Под прикрытием авиации 16 января японцы успешно прорвались и отошли на северный берег Синьцяньхэ. Противоборствующие стороны снова заняли свои позиции вдоль Синьцяньхэ, и третья битва за Чаншу завершилась.

## Результаты

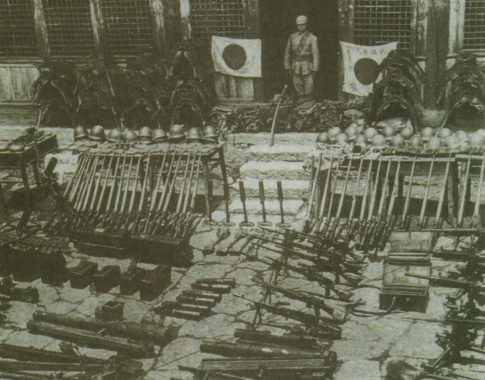
Battle of Changsha Captured equipment

Чанша была успешно защищена китайской армией в третий раз и стала единственным местом, где японская армия терпела поражение в начале 1942 года.
Обе стороны понесли тяжелые потери в результате боевых действий. Историк Ричард Б. Фрэнк подсчитал, что японцы потеряли почти 57 000 солдат в битве, включая около 33 941 убитых и 23 003 раненых.. Газета The New York Times подсчитала, что японцы потеряли около 52 000 человек в боях вокруг Чанши. Газета The Nome Nugget сообщила, что только 2 января японцы потеряли 15 000 человек, включая многих высокопоставленных офицеров, в основном из-за артиллерийского огня. 
Китайцы также понесли тяжелые потери. Интенсивность боев в сочетании с жесткой дисциплиной китайской армии означала, что китайские солдаты часто стояли насмерть на своих позициях, и один китайский полк сократился до 58 выживших всего за несколько дней боёв. Китайские войска захватили в плен 139 японских солдат, а также 1138 винтовок, 26 пистолетов-пулеметов, 115 пулемётов и 11 артиллерийских орудий.
Победа армии Китайской Республики в Чанше привлекла внимание мировых СМИ. Президент США Рузвельт сказал: «Победа союзных войск зависит от победы китайской армии в Чанше». Британские СМИ сообщали: «В это время, когда на Дальнем Востоке пасмурно, только облака над Чаншей по-настоящему ослепительны». Большое количество журналистов и делегаций из Советского Союза и стран союзников прибыли в Чаншу. 
Несмотря на победу, китайское командование пришло к выводу, что национальная армия плохо контролировала места, пригодные для пересечения реки и не смогла уничтожить переправочные средства японской армии, позже увлеклась перехватом войск противника и не сосредоточила достаточных сил для сокрушительного удара. Японцы пришли к выводу, что в ходе подготовки операции командование менялось много раз, и поэтому она была недостаточной.
Чанша оставалась в руках китайцев до 1944 года, когда японские войска захватили город в ходе ещё одного наступления.